# Nekrolog 2. Quartal 1943
Nekrolog
◄◄
| ◄
| 1939
| 1940
| 1941
| 1942
| 1943 | 1944 | 1945 | 1946 | 1947 | ► | ►►
1. Quartal |
2. Quartal |
3. Quartal |
4. Quartal 1943
Weitere Ereignisse | Allgemeiner Nekrolog 1943
Die Beschreibung der verstorbenen Person sollte so kurz wie möglich gehalten sein und nur deren signifikante Tätigkeit(en) enthalten.
Neue Namen ggf. auch unter dem Geburts- und Sterbedatum, also etwa unter 1. Januar und im Geburts- und Sterbejahr (2024) eintragen (nur bei entsprechender großer Wichtigkeit). Für Beispiele siehe die schon vorhandenen Artikel.
Außerdem über die fünf zuletzt Verstorbenen, zu denen es einen ausreichend guten Artikel für eine Präsentation auf der Hauptseite gibt, nach der todesbedingten Überarbeitung der Artikel ggf. auch unter Wikipedia Diskussion:Hauptseite informieren und sie am besten auch in den anderen Wikipedia-Sprachversionen eintragen. Tipp: Regelmäßig bei news.google.de nach „ist tot“, „gestorben“ oder „verstorben“ suchen.
Wenn eine Person gestorben ist, gibt es viele Seiten zu dieser Person in der Wikipedia, die davon auch betroffen sind und entsprechend aktualisiert werden müssen. Beispiele: Namenübersichtsseite, Geburtsjahr, Geburtsort-Seiten und viele mehr.
Wie finde ich die betroffenen Seiten?
Im Suchfeld auf der linken Seite gibt man den Suchbegriff so ein: „Vorname Nachname“. Dann klickt man auf Volltext und alle Seiten mit entsprechendem Suchtext werden aufgerufen. Hier sieht man dann schnell, wo auch das Todesjahr Sinn macht oder sogar ein Teil des Artikels angepasst werden muss. Auch hilft das „Werkzeug“ auf der linken Seite sehr gut, um solche Seiten aufzufinden: „Links auf diese Seite“. Somit ist die Wikipedia wieder aktuell in allen Bereichen! Hinweis: bei Eintragung der Kategorie „Gestorben JAHR“ wird der Missbrauchsfilter 49 ausgelöst, was jedoch nicht schlimm ist. Siehe: Spezial:Missbrauchsfilter/49
Dies ist eine Liste von im zweiten Quartal 1943 verstorbenen bekannten Persönlichkeiten. Die Einträge erfolgen innerhalb der einzelnen Daten alphabetisch sortiert. Tiere sind im Nekrolog für Tiere zu finden.

## April
| Tag       | Name                                          | Beruf, bekannt als | Alter | Beleg |
| --------- | --------------------------------------------- | --- | ----- | ----- |
| 1. April  | Andreas Hopmann                               | deutscher Kommunalpolitiker | 73    |       |
| 1. April  | Max Kutschmann                                | deutscher Kunstwissenschaftler | 71    |       |
| 1. April  | Karl Leipold                                  | deutscher Maler | 79    |       |
| 1. April  | Paul Schwarze                                 | Dresdner Arbeiterfunktionär, Kommunalpolitiker und Widerstandskämpfer                                                                      | 54    |       |
| 2. April  | Hans Fischer                                  | deutscher Offizier, zuletzt Generalingenieur der Luftwaffe im Zweiten Weltkrieg                                                            | 48    |       |
| 2. April  | Franz Xaver Geyer                             | deutscher Missionsbischof | 83    |       |
| 2. April  | Émile Jouguet                                 | französischer Angewandter Mathematiker und Ingenieur                                                                                       | 72    |       |
| 2. April  | Ferdinand Mertins                             | deutscher Politiker (USPD, SPD), MdL | 78    |       |
| 2. April  | Johann Mohr                                   | deutscher Offizier, zuletzt Korvettenkapitän                                                                                               | 26    |       |
| 3. April  | Josef Genschieder                             | österreichischer Radrennfahrer | 28    |       |
| 3. April  | Anna von Gierke                               | deutsche Sozialpädagogin und Politikerin der DNVP                                                                                          | 69    |       |
| 3. April  | Sigurd Haanes                                 | norwegischer Skispringer | 29    |       |
| 3. April  | Walter Herzberg                               | deutscher Grafiker und Karikaturist | 44    |       |
| 3. April  | Alberto Martin-Franklin                       | italienischer Diplomat und Politiker, Gesandter in Mexiko und Rumänien, Botschafter in Chile, Argentinien, Polen sowie Belgien und Senator | 66    |       |
| 3. April  | Friedrich Schwarz                             | deutscher Kabarettist, Damenimitator und Stimmungssänger                                                                                   | 56    |       |
| 3. April  | Conrad Veidt                                  | deutscher Schauspieler | 50    |       |
| 4. April  | Jimmy Barry                                   | US-amerikanischer Boxer | 73    |       |
| 4. April  | Hans Bertle                                   | österreichischer Maler | 62    |       |
| 4. April  | Hans Eller                                    | deutscher Olympiasieger im Rudern | 32    |       |
| 4. April  | Sophie Hoechstetter                           | deutsche Schriftstellerin und Malerin | 69    |       |
| 4. April  | Raoul Laparra                                 | französischer Komponist | 66    |       |
| 4. April  | Tiny Parham                                   | US-amerikanischer Jazzpianist und Arrangeur                                                                                                | 43    |       |
| 4. April  | Mary J. Rathbun                               | US-amerikanischer Zoologin | 82    |       |
| 4. April  | Adolf Schmetzer                               | deutscher Bauingenieur, Oberbaurat in Regensburg und Heimatforscher                                                                        | 89    |       |
| 5. April  | Otto Clorius                                  | deutscher evangelisch-lutherischer Geistlicher und Autor                                                                                   | 73    |       |
| 5. April  | Babette Ihle                                  | badische Mundartdichterin | 71    |       |
| 5. April  | Bernhard Pankok                               | deutscher Architekt und Designer | 70    |       |
| 5. April  | Alfred Schmidt-Sas                            | Volksschullehrer und Widerstandskämpfer gegen die Nationalsozialisten                                                                      | 48    |       |
| 5. April  | Wilhelm Schuchmann                            | deutscher Reeder | 84    |       |
| 5. April  | Carl Seiler                                   | deutscher Architekt | 85    |       |
| 5. April  | Franz Virnich                                 | deutscher Gutsbesitzer, Jurist und NS-Opfer                                                                                                | 61    |       |
| 6. April  | Oskar Detering                                | deutscher Maler der Düsseldorfer Schule | 70    |       |
| 6. April  | Alexandre Millerand                           | französischer Staatsmann und Politiker | 84    |       |
| 6. April  | Franc Pasterk                                 | slowenischer Partisan | 30    |       |
| 7. April  | Jakub Bojko                                   | polnischer Politiker, Mitglied des Sejm | 85    |       |
| 7. April  | Jovan Dučić                                   | serbisch-jugoslawischer Dichter und Diplomat                                                                                               | 72    |       |
| 7. April  | Helmuth Groscurth                             | deutscher Offizier der Wehrmacht und aktiver Widerstandskämpfer gegen den Nationalsozialismus                                              | 44    |       |
| 7. April  | Jaroslav Havlíček                             | tschechischer Schriftsteller | 47    |       |
| 7. April  | Johannes Stiegelmeyer                         | deutscher Fabrikant, Erfinder und Unternehmer                                                                                              | 68    |       |
| 8. April  | Harry Baur                                    | französischer Schauspieler | 62    |       |
| 8. April  | Antoinette Flegenheim                         | Überlebende der Schiffskatastrophe der Titanic                                                                                             | 79    |       |
| 8. April  | Tomás Garrido Canabal                         | mexikanischer Politiker, Revolutionär | 52    |       |
| 8. April  | Elise Hampel                                  | deutsche Widerstandskämpferin gegen den Nationalsozialismus                                                                                | 39    |       |
| 8. April  | Otto Hermann Hampel                           | deutscher Widerstandskämpfer gegen den Nationalsozialismus                                                                                 | 45    |       |
| 8. April  | Kiyotsugu Hirayama                            | japanischer Astronom | 68    |       |
| 8. April  | Vital Jäger                                   | österreichischer Benediktiner und Geologe                                                                                                  | 84    |       |
| 8. April  | Albert Maring                                 | deutscher römisch-katholischer Priester und Jesuit                                                                                         | 60    |       |
| 8. April  | Richard Sears                                 | US-amerikanischer Tennisspieler | 81    |       |
| 9. April  | Jimmy Ashcroft                                | englischer Fußballtorhüter | 64    |       |
| 9. April  | Emanuel Lodewijk Elte                         | niederländischer Mathematiker | 62    |       |
| 9. April  | Hermann Falck                                 | deutsches Opfer des Nationalsozialismus | 25    |       |
| 9. April  | Felix Hess                                    | niederländischer Zeichner, Maler, Illustrator und Karikaturist                                                                             | 64    |       |
| 9. April  | Wilhelm Schwar                                | deutscher Kunstmaler | 82    |       |
| 9. April  | Alfred von Soden                              | deutscher Generalleutnant | 76    |       |
| 10. April | Andreas Faehlmann                             | estnischer Segler |       |       |
| 10. April | Siegfried Fall                                | österreichischer Komponist, Arrangeur, Pianist und Korrepetitor                                                                            | 65    |       |
| 10. April | Richard von Pawelsz                           | deutscher General der Infanterie, Reichskommissar bei der Interalliierten Militär-Kontrollkommission                                       | 70    |       |
| 11. April | Federico Cattani Amadori                      | italienischer Kardinal der römisch-katholischen Kirche                                                                                     | 86    |       |
| 11. April | Daniel C. Roper                               | US-amerikanischer Politiker | 76    |       |
| 11. April | Claudine West                                 | britische Drehbuchautorin | 53    |       |
| 12. April | Otto Conrady                                  | deutscher Jurist | 39    |       |
| 12. April | Bruno Galli-Valerio                           | italienischer Mikrobiologe | 76    |       |
| 12. April | Konrad Scherber                               | deutscher Komponist | 57    |       |
| 12. April | Heinrich Uukkivi                              | estnischer Fußballnationalspieler | 30    |       |
| 13. April | Helene von Bolváry                            | ungarische Schauspielerin | 54    |       |
| 13. April | Hermann Goerke                                | deutscher Architekt | 83    |       |
| 13. April | Karl Marold                                   | österreichischer Hilfsarbeiter und Widerstandskämpfer gegen den Nationalsozialismus                                                        | 38    |       |
| 13. April | Oskar Schlemmer                               | deutscher Maler, Bildhauer und Bühnenbildner                                                                                               | 54    |       |
| 13. April | Vittorio Spinazzola                           | italienischer Klassischer Archäologe | 80    |       |
| 14. April | Jakow Dschugaschwili                          | ältester Sohn Stalins | 36    |       |
| 14. April | Franz Fischer                                 | österreichischer Politiker | 55    |       |
| 14. April | Emilie Hiller                                 | württembergische Politikerin (SPD), MdL 1920–1933                                                                                          | 71    |       |
| 14. April | Emil Ilse                                     | deutscher General der Artillerie | 79    |       |
| 14. April | Mathilde Jacob                                | deutsche Sozialistin | 70    |       |
| 14. April | Martha Lüthy-Zobrist                          | Schweizer Funktionärin | 66    |       |
| 15. April | Max Damberger                                 | österreichischer Militärkapellmeister, Dirigent und Komponist                                                                              | 65    |       |
| 15. April | Polly Koss                                    | österreichische Soubrette und Schauspielerin                                                                                               | 62    |       |
| 15. April | Aristarch Wassiljewitsch Lentulow             | russischer Maler, Bühnenbildner und Pädagoge                                                                                               | 61    |       |
| 16. April | Carlos Arniches                               | spanischer Bühnenautor und Schriftsteller                                                                                                  | 76    |       |
| 16. April | Christoph Drollinger                          | deutscher evangelischer Geistlicher und Begründer der Schweizer Gemeinde für Urchristentum                                                 | 81    |       |
| 16. April | Guido Gialdini                                | deutscher Kunstpfeifer (Pfeifkünstler) | 62    |       |
| 16. April | Josef Volman                                  | tschechischer Unternehmer | 59    |       |
| 17. April | Cicero M. Idleman                             | US-amerikanischer Jurist und Politiker | 88    |       |
| 17. April | Franz Lampl                                   | österreichischer Politiker (CSP), Abgeordneter zum Nationalrat                                                                             | 59    |       |
| 18. April | Julius Brammer                                | österreichischer Librettist | 66    |       |
| 18. April | Elisabeth Dauthendey                          | deutsche Schriftstellerin | 89    |       |
| 18. April | Ludwig Gutmann                                | österreichischer Fotograf | 73    |       |
| 18. April | Alfred Himmelbauer                            | österreichischer Mineraloge | 59    |       |
| 18. April | Yamamoto Isoroku                              | japanischer Großadmiral | 59    |       |
| 19. April | Richard Calini                                | Schweizer Architekt und Politiker (FDP) | 61    |       |
| 19. April | Gustave Doret                                 | Schweizer Musiker, Dirigent und Komponist                                                                                                  | 76    |       |
| 19. April | Hermann Fobke                                 | deutscher paramilitärischer Aktivist und Politiker (NSDAP)                                                                                 | 43    |       |
| 19. April | Mire Gola                                     | polnische Untergrundaktivistin und Widerstandskämpferin                                                                                    | 32    |       |
| 19. April | Anna Heller                                   | polnische Kinderärztin | 55    |       |
| 19. April | Robert Artur Holst                            | estnischer Unternehmer | 57    |       |
| 19. April | Johann Illner                                 | österreichischer kommunistischer Widerstandskämpfer, Opfer der NS-Justiz                                                                   | 34    |       |
| 19. April | Waldemar Kolmsperger der Ältere               | deutscher Maler | 90    |       |
| 19. April | Robert Länge                                  | deutscher Maler | 30    |       |
| 19. April | Karl M. May                                   | österreichischer Komponist von Schlagern, Revuen, Operetten und Filmmusiken                                                                | 49    |       |
| 20. April | Emanuel Bachrach-Barée                        | deutscher Maler und Illustrator | 80    |       |
| 20. April | Fridolin Beeler                               | Schweizer Landesverräter | 22    |       |
| 20. April | Friedrich von Eichel-Streiber                 | deutscher Jurist und thüringischer Landespolitiker                                                                                         | 66    |       |
| 20. April | William Gove                                  | australischer Luftwaffenpilot im Zweiten Weltkrieg                                                                                         |       |       |
| 20. April | Michał Klepfisz                               | polnisches NS-Opfer | 30    |       |
| 20. April | Leo von Moos                                  | österreichischer Bildhauer | 71    |       |
| 20. April | Therese Rothauser                             | deutsche Opernsängerin (Alt) | 77    |       |
| 20. April | Hans Ustrud                                   | US-amerikanischer Politiker | 71    |       |
| 21. April | Juliusz Bijak                                 | polnischer Generalmajor der k.u.k. Armee, Generalmajor der polnischen Armee                                                                | 82    |       |
| 21. April | Julius Bockemüller                            | deutscher Arzt und NS-Opfer | 47    |       |
| 21. April | Kurt Garbarini                                | deutscher Widerstandskämpfer gegen den Nationalsozialismus                                                                                 | 30    |       |
| 21. April | Rihard Jakopič                                | jugoslawischer Maler | 74    |       |
| 21. April | Herbert Neubeck                               | deutscher-staatenloser Apothekerlehrling, Opfer der NS-Kriegsjustiz                                                                        | 20    |       |
| 21. April | Gustav Raupenstrauch                          | österreichischer Chemiker | 83    |       |
| 22. April | Erich Benjamin                                | deutscher Kinderarzt und Heilpädagoge | 63    |       |
| 22. April | Luren Dickinson                               | US-amerikanischer Politiker und der 37. Gouverneur von Michigan (1939–1941)                                                                | 84    |       |
| 22. April | Carl Dietz                                    | deutscher Politiker (DVP), MdBB und Pädagoge                                                                                               | 73    |       |
| 22. April | Ernst Krieger                                 | deutscher Schachkomponist | 75    |       |
| 22. April | Sergei Dmitrijewitsch Mstislawski             | russisch-sowjetischer Schriftsteller, Anthropologe und Sozialrevolutionär                                                                  | 66    |       |
| 22. April | Minna Schilling                               | deutsche Politikerin (SPD), MdR | 65    |       |
| 22. April | Herman Georg Simmons                          | schwedischer Botaniker und Polarforscher                                                                                                   | 76    |       |
| 22. April | Hans Wolff                                    | deutscher Pädagoge und nationalsozialistischer Schulpolitiker                                                                              | 40    |       |
| 23. April | Meijer Bleekrode                              | niederländischer Grafiker, Karikaturist, Maler, Designer, Radierer und Lithograph                                                          | 47    |       |
| 23. April | Frédéric A. Baron d’Erlanger                  | anglo-französischer Bankier und Komponist                                                                                                  | 74    |       |
| 23. April | Fritz Meinhardt                               | deutscher Arbeiterfunktionär, Kommunist und antifaschistischer Widerstandskämpfer                                                          | 44    |       |
| 23. April | Jewdokija Iwanowna Nossal                     | sowjetische Pilotin im Zweiten Weltkrieg                                                                                                   | 25    |       |
| 24. April | James Adams                                   | schottischer Fußballspieler | 78    |       |
| 24. April | Hubert Gessner                                | österreichischer Architekt | 71    |       |
| 24. April | Kurt von Hammerstein-Equord                   | deutscher Generaloberst und Teil des militärischen Widerstandes gegen Adolf Hitler                                                         | 64    |       |
| 24. April | Heinz Hirsacker                               | deutscher U-Boot-Kommandant und Opfer der NS-Justiz                                                                                        | 28    |       |
| 24. April | Marix Loevensohn                              | belgischer Cellist und Musikpädagoge | 63    |       |
| 24. April | Franz von Matuschka                           | deutscher Geologe und Politiker (Zentrum), MdR                                                                                             | 83    |       |
| 24. April | August Nebe                                   | deutscher Pädagoge | 78    |       |
| 24. April | John E. Osborne                               | US-amerikanischer Politiker | 84    |       |
| 24. April | Igo Pötsch                                    | österreichischer Lithograph, Maler und Plakatkünstler sowie Kunstpädagoge                                                                  | 58    |       |
| 24. April | Albert Rossow                                 | deutscher Komponist und Dirigent | 86    |       |
| 25. April | Franz Bach                                    | österreichischer Paläontologe und Lehrer                                                                                                   | 56    |       |
| 25. April | Hyun Jin-geon                                 | koreanischer Schriftsteller | 42    |       |
| 25. April | Wladimir Iwanowitsch Nemirowitsch-Dantschenko | russischer Dramaturg und Theaterregisseur                                                                                                  | 84    |       |
| 25. April | Takeda Sōkaku                                 | japanischer Samurai und Kampfkunstlehrer                                                                                                   | 83    |       |
| 26. April | Alastair, 2. Duke of Connaught and Strathearn | britischer Angehöriger des Hochadels und Peer                                                                                              | 28    |       |
| 26. April | Emil Burow                                    | deutscher Musiker, Komponist und Kapellmeister                                                                                             | 86    |       |
| 26. April | Heinrich Conradi                              | deutscher Bakteriologe und Hygieniker | 67    |       |
| 26. April | Else Gentner-Fischer                          | deutsche Opernsängerin (Sopran) | 59    |       |
| 26. April | Leib Gruzalc                                  | polnischer Widerstandskämpfer des Allgemeinen jüdischen Arbeiterbunds („Bund“) im Warschauer Ghettoaufstand                                |       |       |
| 26. April | Johannes Hunnius                              | deutscher Jurist und Politiker | 90    |       |
| 26. April | Kang Kyŏng-ae                                 | koreanische Schriftstellerin | 37    |       |
| 26. April | Johannes Wüsten                               | deutscher bildender Künstler und Schriftsteller                                                                                            | 46    |       |
| 27. April | Dawid Hochberg                                | polnischer Widerstandskämpfer des Allgemeinen jüdischen Arbeiterbunds („Bund“) im Warschauer Ghetto                                        | 17    |       |
| 27. April | Frank Lackland                                | US-amerikanischer Brigadegeneral | 58    |       |
| 27. April | Hans Lang                                     | deutscher Fußballspieler | 44    |       |
| 27. April | Walter Schöne                                 | deutscher Zeitungswissenschaftler | 57    |       |
| 27. April | Fanny Starhemberg                             | österreichische Politikerin (CS), Mitglied des Bundesrates, Funktionärin des Roten Kreuzes                                                 | 67    |       |
| 27. April | Edmond Tapissier                              | französischer Maler und Illustrator | 81    |       |
| 28. April | Hans Dressler                                 | deutscher Maler und Zeichner | 74    |       |
| 28. April | Bruno Gimpel                                  | deutscher expressionistischer Maler | 57    |       |
| 28. April | Ernst Reinke                                  | deutscher Politiker (KPD), MdR | 51    |       |
| 28. April | Heribert Sperner                              | österreichischer Fußballspieler | 27    |       |
| 29. April | Joseph Achron                                 | litauisch-amerikanischer Komponist und Violinist                                                                                           | 56    |       |
| 29. April | Franziska Appel                               | österreichische Schneiderin und Widerstandskämpferin gegen den Nationalsozialismus                                                         | 51    |       |
| 29. April | Gustav von Arthaber                           | österreichischer Paläontologe | 78    |       |
| 29. April | Oswald Gellert                                | tschechoslowakischer Industrieller | 53    |       |
| 29. April | Anna Herbrich                                 | österreichische Schneiderin und Widerstandskämpferin                                                                                       | 39    |       |
| 29. April | Albert Hummel                                 | österreichischer Politiker (SDAP), Landtagsabgeordneter                                                                                    | 73    |       |
| 29. April | Sidney Keyes                                  | britischer Schriftsteller und Soldat im Zweiten Weltkrieg                                                                                  | 20    |       |
| 29. April | Karel Koldovský                               | tschechoslowakischer Skispringer | 44    |       |
| 29. April | Wilhelm Melhop                                | deutscher Bauingenieur und Heimatforscher                                                                                                  | 87    |       |
| 29. April | Maria Olip                                    | slowenische Widerstandskämpferin | 30    |       |
| 29. April | Thomas Olip                                   | österreichischer Widerstandskämpfer | 29    |       |
| 29. April | Jakob Oraže                                   | slowenischer Widerstandskämpfer | 40    |       |
| 29. April | Janez Oraže                                   | österreichischer Widerstandskämpfer | 17    |       |
| 29. April | Franz Pristovnik                              | slowenischer Widerstandskämpfer | 32    |       |
| 29. April | Wilhelm Schlenk                               | deutscher Chemiker | 64    |       |
| 29. April | Ricardo Viñes                                 | spanischer Pianist | 68    |       |
| 29. April | Franz Weinzierl                               | österreichischer slowenischsprachiger Widerstandskämpfer gegen das NS-Regime                                                               | 30    |       |
| 30. April | Mildred Adair                                 | US-amerikanische Pianistin, Organistin, Musikpädagogin und Komponistin                                                                     | 47    |       |
| 30. April | Max Beer                                      | deutscher Publizist und Historiker | 78    |       |
| 30. April | Robert Breuer                                 | deutscher Journalist und Publizist | 64    |       |
| 30. April | Karl Deicke                                   | deutscher Richter und Heimatforscher | 79    |       |
| 30. April | Eddy Hamel                                    | amerikanischer Fußballspieler und Holocaustopfer                                                                                           | 40    |       |
| 30. April | Kurt Heilbut                                  | deutscher Schriftsteller und Redakteur | 54    |       |
| 30. April | Otto Jespersen                                | dänischer Sprachwissenschaftler | 82    |       |
| 30. April | Otto Ernst Lubitz                             | deutscher Filmproduzent und Drehbuchautor                                                                                                  | 46    |       |
| 30. April | Simon Oberdorfer                              | deutscher Unternehmer, Kunstradfahrer und Opfer des Holocaust                                                                              | 71    |       |
| 30. April | Wilhelm Olschewski senior                     | deutscher Widerstandskämpfer im Dritten Reich                                                                                              | 71    |       |
| 30. April | Alphert Schimmelpenninck van der Oye          | niederländischer Kommunalpolitiker und Sportfunktionär                                                                                     | 63    |       |
| 30. April | Leo Smit                                      | niederländischer Komponist und Pianist | 42    |       |
| 30. April | Beatrice Webb                                 | britische Sozialistin und Sozialreformerin                                                                                                 | 85    |       |
|           | Clara Grunwald                                | deutsche Montessori-Lehrerin | 65    |       |
|           | Hermann Lismann                               | deutscher Maler, Schriftsteller und Hochschullehrer                                                                                        | 64    |       |
|           | Alexander Alexandrowitsch Murski              | russischer Schauspieler | 73    |       |

## Mai
| Tag     | Name                                     | Beruf, bekannt als | Alter | Beleg |
| ------- | ---------------------------------------- | --- | ----- | ----- |
| 1. Mai  | Harry Anspach                            | deutscher Bühnenschauspieler | 53    |       |
| 1. Mai  | Ferdinand Hasenfratz                     | deutscher Heimatdichter | 84    |       |
| 1. Mai  | Hans Peter Klinke                        | deutscher Architekt | 34    |       |
| 1. Mai  | Johan Oscar Smith                        | norwegischer Marineoffizier und Reformator | 71    |       |
| 2. Mai  | Staszek Brylantsztajn                    | Widerstandskämpfer des Allgemeinen Jüdischen Arbeiterbunds („Bund“) im Warschauer Ghetto                                                                             |       |       |
| 2. Mai  | Karl Fischer                             | deutscher Hydrologe | 75    |       |
| 2. Mai  | Xenophon Kasdaglis                       | griechischer Tennisspieler | 63    |       |
| 2. Mai  | George Kruger Gray                       | britischer Künstler, Medailleur und Designer | 62    |       |
| 2. Mai  | Viktor Lutze                             | deutscher Politiker, MdR, Stabschef der SA | 52    |       |
| 2. Mai  | Wilfred Monod                            | französischer reformierter Pfarrer und Theologe | 75    |       |
| 2. Mai  | Hans Renold                              | schweizerisch-britischer Maschineningenieur, Unternehmer und Erfinder                                                                                                | 90    |       |
| 2. Mai  | Adolf Stark                              | böhmisch-österreichischer Schriftsteller und Arzt | 69    |       |
| 3. Mai  | Ingolf Elster Christensen                | norwegischer Jurist, Offizier, Beamter und konservativer Politiker, Mitglied des Storting                                                                            | 71    |       |
| 3. Mai  | Leslie Heward                            | englischer Dirigent | 46    |       |
| 3. Mai  | Richard Heydorn                          | deutscher Afrikanist | 33    |       |
| 3. Mai  | Harold Arminius Miller                   | US-amerikanischer Automobilingenieur und Mechaniker | 67    |       |
| 3. Mai  | Eduard Schwyzer                          | Schweizer Sprachwissenschaftler | 69    |       |
| 3. Mai  | Adam Sznaidmil                           | polnisches NS-Opfer |       |       |
| 3. Mai  | Johanna Wolff                            | deutsche Schriftstellerin | 85    |       |
| 4. Mai  | Géo André                                | französischer Leichtathlet und Rugby-Union-Spieler | 53    |       |
| 4. Mai  | Adolf Aronheim                           | deutscher Fußballspieler | 61    |       |
| 4. Mai  | Cesira Ferrani                           | italienische Opernsängerin (Sopran) | 79    |       |
| 4. Mai  | Wilhelm Frischholz                       | Lehrer und Abgeordneter | 65    |       |
| 4. Mai  | Willi Koska                              | deutscher Politiker (KPD), MdR | 41    |       |
| 4. Mai  | Wilhelm Middelschulte                    | deutsch-amerikanischer Organist und Komponist | 80    |       |
| 4. Mai  | Peter Zepp                               | deutscher Geograf und Hochschullehrer an der Pädagogischen Akademie Bonn                                                                                             | 64    |       |
| 5. Mai  | Grzegorz Frąckowiak                      | katholischer Ordensbruder, 1999 seliggesprochen | 31    |       |
| 5. Mai  | Herman Haller                            | deutscher Theaterdirektor und Bühnenschriftsteller | 71    |       |
| 5. Mai  | Väinö Heikkilä                           | finnischer Langstreckenläufer | 55    |       |
| 5. Mai  | Gordon Hewart, 1. Viscount Hewart        | britischer Politiker, Mitglied des House of Commons und Jurist | 73    |       |
| 5. Mai  | Richard Hørring                          | dänischer Ornithologe | 67    |       |
| 5. Mai  | Emil Roß                                 | deutscher Politiker (Zentrum), MdR | 59    |       |
| 5. Mai  | Lee M. Russell                           | US-amerikanischer Politiker | 67    |       |
| 5. Mai  | Otto Scharfschwerdt                      | deutscher Gewerkschaftsfunktionär, Sozialdemokrat und Widerstandskämpfer gegen den Nationalsozialismus                                                               | 56    |       |
| 5. Mai  | Sascha Schwabacher                       | deutsche, jüdische Kunsthistorikerin und Journalistin | 67    |       |
| 5. Mai  | Kurt Thomas                              | deutscher Offizier und Kommandant des Führerhauptquartiers | 47    |       |
| 6. Mai  | Max Flesch                               | deutscher Anatom, Kriminalanthropologe, Gynäkologe, Sexual- und Sozialreformer                                                                                       | 91    |       |
| 6. Mai  | Ira G. Hersey                            | US-amerikanischer Politiker | 85    |       |
| 6. Mai  | Adolf Jentzen                            | deutscher Widerstandskämpfer | 43    |       |
| 6. Mai  | Leon Rodal                               | polnischer Journalist, Aktivist der revisionistisch-zionistischen Partei, Mitgründer und einer der Anführer des Jüdischen Militärverbandes Żydowski Związek Wojskowy |       |       |
| 6. Mai  | Chaim Schitlowsky                        | jiddischer Schriftsteller, Jiddischist und sozialistischer Theoretiker                                                                                               | 78    |       |
| 6. Mai  | Markus von Spiegelfeld                   | Statthalter von Tirol und Vorarlberg | 85    |       |
| 7. Mai  | Keith Birlem                             | US-amerikanischer American-Football-Spieler und Soldat | 28    |       |
| 7. Mai  | Horst von Cornberg                       | preußischer Verwaltungsjurist und Landrat | 56    |       |
| 7. Mai  | Hendrika van Gelder                      | niederländische Malerin und Zeichnerin | 73    |       |
| 7. Mai  | Frank Greer                              | US-amerikanischer Ruderer | 64    |       |
| 7. Mai  | Jakob Hausheer                           | Schweizer evangelischer Theologe, Sprachwissenschaftler und Hochschullehrer                                                                                          | 77    |       |
| 7. Mai  | Hermann Keussen                          | deutscher Archivar und Historiker | 80    |       |
| 7. Mai  | Heinrich König                           | deutscher Politiker und NS-Widerstandskämpfer | 57    |       |
| 7. Mai  | Heinrich Lüders                          | deutscher Orientalist und Indologe | 73    |       |
| 7. Mai  | Fethi Okyar                              | Ministerpräsident der Türkei | 63    |       |
| 7. Mai  | Oskar Reichel                            | österreichischer Internist und Kunstsammler | 74    |       |
| 7. Mai  | Hans Sauter                              | deutscher Entomologe | 71    |       |
| 8. Mai  | Mordechaj Anielewicz                     | polnisch-jüdischer Widerstandskämpfer, Anführer des Aufstandes im Warschauer Ghetto                                                                                  |       |       |
| 8. Mai  | Erich Aron                               | deutscher Jurist, Landgerichtsdirektor und Hochschullehrer | 85    |       |
| 8. Mai  | Mira Fuchrer                             | polnisch-jüdische Widerstandskämpferin |       |       |
| 8. Mai  | Andreas Galle                            | deutscher Geodät | 84    |       |
| 8. Mai  | Hans Homma                               | österreichischer Schauspieler und Filmregisseur | 69    |       |
| 8. Mai  | Izrael Chaim Wilner                      | polnischer Dichter, Aktivist der jüdischen Widerstandsbewegung im Zweiten Weltkrieg                                                                                  | 25    |       |
| 9. Mai  | Walter von Brockdorff-Ahlefeldt          | deutscher General der Infanterie im Zweiten Weltkrieg | 55    |       |
| 9. Mai  | Wilhelm Butterweck                       | deutscher Pastor und Heimatforscher | 68    |       |
| 9. Mai  | Danielle Casanova                        | französische Kommunistin und Mitglied der Résistance | 34    |       |
| 9. Mai  | Wilhelm von Eiff                         | deutscher Maler und Glaskünstler | 52    |       |
| 9. Mai  | Cyril Horáček                            | tschechischer Jurist, Ökonom und Politiker und Finanzminister | 80    |       |
| 9. Mai  | Herman Lundborg                          | schwedischer Rassentheoretiker | 75    |       |
| 9. Mai  | Ruben Abgarowitsch Orbeli                | armenisch-russischer Jurist und Unterwasserarchäologe | 63    |       |
| 9. Mai  | Paul Ruben                               | deutscher Klassischer Philologe und Bibelwissenschaftler | 77    |       |
| 10. Mai | Gerhard Kattermann                       | deutscher Bibliothekar | 36    |       |
| 10. Mai | Alfred Löckle                            | deutscher Bibliothekar | 64    |       |
| 10. Mai | Siegfried Rädel                          | deutscher Politiker (KPD), MdR, Widerstandskämpfer, Arbeitervertreter                                                                                                | 50    |       |
| 11. Mai | Adolf Bittner                            | sudetendeutscher Arbeiter und ein Opfer der NS-Kriegsjustiz | 43    |       |
| 11. Mai | Emerson Coatsworth                       | kanadischer Rechtsanwalt, Politiker und der 33. Bürgermeister von Toronto                                                                                            | 89    |       |
| 11. Mai | Arthur Illgen                            | deutscher Arbeiter und Opfer der NS-Kriegsjustiz | 37    |       |
| 11. Mai | Maximilian Jahrmärker                    | deutscher Psychiater und Hochschullehrer in Marburg | 71    |       |
| 11. Mai | Richard Müller                           | deutscher sozialistischer Politiker (USPD) und Gewerkschafter, Persönlichkeit der Novemberrevolution                                                                 | 62    |       |
| 11. Mai | Charlotte Ollendorff                     | deutsche Althistorikerin | 49    |       |
| 11. Mai | Hugo Přibram                             | österreichischer Pathologe | 62    |       |
| 11. Mai | Walther Ruge                             | deutscher Geograph | 78    |       |
| 11. Mai | Werner Schaumann                         | deutsches Opfer der NS-Kriegsjustiz | 35    |       |
| 11. Mai | Elmar Tepp                               | estnischer Fußballnationalspieler | 30    |       |
| 11. Mai | Hans-Georg Vötter                        | deutscher Widerstandskämpfer | 41    |       |
| 12. Mai | Karl Diehl                               | deutscher Ökonom | 79    |       |
| 12. Mai | Sarah Grand                              | britische Schriftstellerin | 88    |       |
| 12. Mai | Max Löblich                              | österreichischer Eisenbahningenieur | 69    |       |
| 12. Mai | Wilhelm Schomerus                        | deutscher lutherischer Theologe und Generalsuperintendent der Generaldiözese Aurich der Evangelisch-lutherischen Landeskirche Hannovers                              | 78    |       |
| 12. Mai | Albert Stoessel                          | US-amerikanischer Komponist und Violinist | 48    |       |
| 12. Mai | Francis Edgar Williams                   | australischer Anthropologe | 50    |       |
| 12. Mai | Max Zilzer                               | deutscher Schauspieler | 79    |       |
| 12. Mai | Szmul Zygielbojm                         | polnischer jüdischer Politiker, Herausgeber der Zeitschrift „Arbeiter Fragen“                                                                                        | 48    |       |
| 13. Mai | Karl Behrens                             | deutscher antifaschistischer Widerstandskämpfer, Mitglied der Roten Kapelle                                                                                          | 33    |       |
| 13. Mai | Erika Gräfin von Brockdorff              | deutsche Widerstandskämpferin im Zweiten Weltkrieg | 32    |       |
| 13. Mai | Jurek Błones                             | polnisches NS-Opfer |       |       |
| 13. Mai | Harry Lane Englebright                   | US-amerikanischer Politiker | 59    |       |
| 13. Mai | Viktor Freund                            | deutscher Widerstandskämpfer und NS-Opfer | 40    |       |
| 13. Mai | Wilhelm Guddorf                          | deutsch-belgischer Journalist und Widerstandskämpfer im Dritten Reich                                                                                                | 41    |       |
| 13. Mai | Helmut Himpel                            | deutscher Widerstandskämpfer gegen den Nationalsozialismus | 35    |       |
| 13. Mai | Walter Husemann                          | deutscher Widerstandskämpfer gegen den Nationalsozialismus | 39    |       |
| 13. Mai | Walter Küchenmeister                     | deutscher Widerstandskämpfer gegen den Nationalsozialismus | 46    |       |
| 13. Mai | Rafael Pastor Marco                      | spanisch-kubanischer Komponist und Musikpädagoge | 82    |       |
| 13. Mai | Willi Parchmann                          | deutscher Politiker (NSDAP) und Oberförster, MdL | 52    |       |
| 13. Mai | Friedrich Rehmer                         | deutscher Widerstandskämpfer gegen den Nationalsozialismus | 21    |       |
| 13. Mai | John Rittmeister                         | deutscher Arzt, Psychoanalytiker und Widerstandskämpfer | 44    |       |
| 13. Mai | Philipp Schaeffer                        | deutscher Orientalist und Widerstandskämpfer | 48    |       |
| 13. Mai | Heinz Strelow                            | deutscher Lyriker und Widerstandskämpfer | 27    |       |
| 13. Mai | Fritz Thiel                              | deutscher Widerstandskämpfer gegen den Nationalsozialismus | 26    |       |
| 13. Mai | Richard Weißensteiner                    | deutscher Widerstandskämpfer gegen den Nationalsozialismus (Rote Kapelle)                                                                                            | 41    |       |
| 14. Mai | Alexander A. Aarons                      | US-amerikanischer Theaterproduzent | 52    |       |
| 14. Mai | Bartolomeo Cattaneo                      | italienischer Geistlicher, römisch-katholischer Erzbischof und Diplomat des Heiligen Stuhls                                                                          | 76    |       |
| 14. Mai | Abby Williams Hill                       | amerikanische Freilichtmalerin und Aktivistin | 81    |       |
| 14. Mai | Rudolf Kempf                             | deutscher Kunsthistoriker, Architekt, Kunstmaler, Herausgeber und Fachschullehrer                                                                                    | 78    |       |
| 14. Mai | Alfred Kowalsky                          | luxemburgischer Komponist | 64    |       |
| 14. Mai | Henri La Fontaine                        | belgischer Jurist und Politiker | 89    |       |
| 14. Mai | Alfred Oppenheim                         | deutscher Chemiker und Fabrikant | 64    |       |
| 14. Mai | Georg von Sachsen                        | letzter Kronprinz des Königreiches Sachsen, römisch-katholischer Geistlicher und Jesuit                                                                              | 50    |       |
| 14. Mai | Friedrich Widmer                         | Schweizer Architekt | 72    |       |
| 15. Mai | Ralph Erwin                              | österreichischer Komponist | 46    |       |
| 15. Mai | John H. Fraine                           | US-amerikanischer Politiker |       |       |
| 15. Mai | Rudolf van der Haar                      | niederländischer Hockeyspieler | 29    |       |
| 15. Mai | Fritz Keller                             | deutscher Geistlicher und Widerstandskämpfer gegen den Nationalsozialismus                                                                                           | 51    |       |
| 15. Mai | Ludwig Roselius                          | deutscher Kaffee-Kaufmann und Mäzen | 68    |       |
| 15. Mai | Georg Vogt                               | liechtensteinischer Politiker (FBP) | 63    |       |
| 16. Mai | Mateo Booz                               | argentinischer Schriftsteller | 61    |       |
| 16. Mai | Nikolai Asmus Clausen                    | deutscher Korvettenkapitän | 31    |       |
| 16. Mai | James Ewing                              | US-amerikanischer Pathologe | 76    |       |
| 16. Mai | Roy Hall                                 | US-amerikanischer Old-Time-Musiker | 36    |       |
| 16. Mai | Victor Hammerschlag                      | österreichischer Freimaurer und Arzt | 72    |       |
| 16. Mai | Alfred Hoche                             | deutscher Psychiater und Neurologe | 77    |       |
| 16. Mai | Arnold Japha                             | deutscher Arzt, Anthropologe und Zoologe | 65    |       |
| 16. Mai | Roberto Marcolongo                       | italienischer Mathematiker und Wissenschaftshistoriker | 80    |       |
| 17. Mai | Johanna Elberskirchen                    | deutsche Schriftstellerin | 79    |       |
| 17. Mai | Josef Henrich                            | österreichischer Forstbeamter und Autor | 63    |       |
| 17. Mai | Otto Hoffmann von Waldau                 | deutscher Offizier, zuletzt General der Flieger im Zweiten Weltkrieg                                                                                                 | 44    |       |
| 17. Mai | Montagu Love                             | britischer Theater- und Filmschauspieler |       |       |
| 17. Mai | Edward McWade                            | US-amerikanischer Schauspieler und Autor | 78    |       |
| 17. Mai | Klara Oppenheimer                        | erste Ärztin mit eigener Praxis in Würzburg | 75    |       |
| 17. Mai | James Aloysius O’Gorman                  | US-amerikanischer Jurist und Politiker (Demokratische Partei) | 83    |       |
| 17. Mai | Otto Schmidt                             | deutscher Chemiker | 68    |       |
| 17. Mai | Franz Tesarik                            | österreichischer Schneidergehilfe und Widerstandskämpfer gegen den Nationalsozialismus                                                                               | 31    |       |
| 17. Mai | Hedwig Urach                             | österreichische Schneiderin und Widerstandskämpferin gegen den Nationalsozialismus                                                                                   | 32    |       |
| 17. Mai | Vladimír Zoul                            | österreichischer Schneidergehilfe und Widerstandskämpfer gegen den Nationalsozialismus der tschechischsprachigen Minderheit                                          | 28    |       |
| 18. Mai | Robert Bartram                           | deutscher Opernsänger (Bariton) | 84    |       |
| 18. Mai | Alfons Blümel                            | österreichischer Pianist und Komponist | 58    |       |
| 18. Mai | Plazidus Vogel                           | deutscher Ordensgeistlicher, Abt von Münsterschwarzach | 72    |       |
| 19. Mai | James W. Dunbar                          | US-amerikanischer Politiker | 82    |       |
| 19. Mai | Nigel Norman, 2. Baronet                 | britischer Unternehmer und Militärflieger | 45    |       |
| 19. Mai | Luigi Maria Olivares                     | italienischer Ordensgeistlicher und römisch-katholischer Bischof | 69    |       |
| 19. Mai | Kristjan Raud                            | deutsch-estnischer Maler und Graphiker | 77    |       |
| 19. Mai | Max Rosengart                            | deutscher Jurist | 87    |       |
| 20. Mai | Konrad Behrendt                          | deutscher kommunistischer Politiker (SPD/USPD/KPD) und Widerstandskämpfer gegen den Nationalsozialismus                                                              | 40    |       |
| 20. Mai | Ludwig Sebastian                         | Bischof von Speyer | 80    |       |
| 20. Mai | John Stone Stone                         | US-amerikanischer Mathematiker, Physiker und Erfinder | 73    |       |
| 20. Mai | Henry Seely White                        | US-amerikanischer Mathematiker | 82    |       |
| 21. Mai | Fritz Ausländer                          | deutscher Pädagoge und Politiker (KPD), MdL | 57    |       |
| 21. Mai | Maria Anna von Buol-Berenberg            | Tiroler Schriftstellerin | 81    |       |
| 21. Mai | Juan Luria                               | polnischer Opernsänger (Bariton) und Gesangspädagoge | 80    |       |
| 21. Mai | Pjotr Semjonowitsch Ossadtschi           | russisch-ukrainischer Elektroingenieur und Hochschullehrer | 77    |       |
| 21. Mai | William Walcot                           | britisch-russischer Architekt und Zeichner | 69    |       |
| 22. Mai | Jules Cowles                             | US-amerikanischer Schauspieler | 65    |       |
| 22. Mai | Charles McDowell                         | US-amerikanischer Politiker | 71    |       |
| 22. Mai | Ernest de Sélincourt                     | britischer Literaturwissenschaftler | 72    |       |
| 22. Mai | Helen Taft                               | US-amerikanische First Lady | 81    |       |
| 23. Mai | William Aberhart                         | kanadischer Politiker, Lehrer und Prediger | 64    |       |
| 23. Mai | Gianfranco Gazzana Priaroggia            | italienischer Marineoffizier | 30    |       |
| 23. Mai | Milutin Ivković                          | jugoslawischer Fußballspieler | 37    |       |
| 23. Mai | Hans Rubritius                           | österreichischer Urologe | 67    |       |
| 24. Mai | Josef Abs                                | deutscher Manager, Rechtsanwalt und Direktor | 80    |       |
| 24. Mai | Nat Butler                               | US-amerikanischer Radrennfahrer | 73    |       |
| 24. Mai | Parker Corning                           | US-amerikanischer Politiker | 69    |       |
| 24. Mai | Ferdinand Kopf                           | deutscher Politiker (Zentrum) | 85    |       |
| 24. Mai | Johannes Orasmaa                         | estnischer Generalmajor | 52    |       |
| 24. Mai | Anton Schneider-Postrum                  | deutscher Kunsterzieher und Maler | 73    |       |
| 24. Mai | Jules Siber                              | deutscher Jurist, Schriftsteller, Violinist und Komponist | 71    |       |
| 25. Mai | Nils von Dardel                          | schwedischer Maler des Post-Impressionismus | 54    |       |
| 25. Mai | Olga Niewska                             | russisch-polnische Bildhauerin | 44    |       |
| 25. Mai | Wolf Dietrich von Trotha                 | deutscher Verwaltungsbeamter | 79    |       |
| 26. Mai | Tosia Altman                             | polnisch-jüdische Widerstandskämpferin | 23    |       |
| 26. Mai | Rein Boomsma                             | niederländischer Fußballspieler und Widerstandskämpfer | 63    |       |
| 26. Mai | Edsel Ford                               | US-amerikanischer Unternehmer, Sohn von Henry Ford und Präsident der Ford Motor Company                                                                              | 49    |       |
| 26. Mai | Terrot R. Glover                         | britischer Klassischer Philologe | 73    |       |
| 26. Mai | Hugo Ibscher                             | deutscher Restaurator | 68    |       |
| 26. Mai | Iwan Kapitonowitsch Luppol               | sowjetischer Literaturkritiker und Philosoph | 47    |       |
| 26. Mai | Alice Tegnér                             | schwedische Komponistin | 79    |       |
| 26. Mai | Paul Wilhelmi                            | deutsch-amerikanischer Porträt- und Panoramamaler sowie Illustrator                                                                                                  | 85    |       |
| 27. Mai | Emmanuel Chaptal                         | französischer Weihbischof | 81    |       |
| 27. Mai | Joseph Gordon Coates                     | neuseeländischer Politiker, Premierminister von Neuseeland | 65    |       |
| 27. Mai | Lewis Edward Herzog                      | amerikanischer Maler | 74    |       |
| 27. Mai | Alfonso Merry del Val y Zulueta          | spanischer Diplomat | 79    |       |
| 27. Mai | Adolf Urban                              | deutscher Fußballspieler | 29    |       |
| 28. Mai | Fujimori Shizuo                          | japanischer Holzschnitt-Künstler | 51    |       |
| 28. Mai | Isaak Fulda                              | deutscher Bankier | 74    |       |
| 28. Mai | Ernst Horsetzky von Hornthal             | österreichisch-ungarischer General der Infanterie im Ersten Weltkrieg                                                                                                | 78    |       |
| 28. Mai | Kurt Lilien                              | deutscher Schauspieler | 60    |       |
| 28. Mai | Maria Pospischil                         | böhmisch-deutsche Bühnenschauspielerin, Schriftstellerin und Theaterleiterin mit einigen Auftritten beim deutschen Stummfilm des Jahres 1918                         | 79    |       |
| 29. Mai | Helene Adams                             | Opfer des Holocaust | 78    |       |
| 29. Mai | Sylvester Q. Cannon                      | US-amerikanischer Geistlicher und Apostel der Kirche Jesu Christi der Heiligen der Letzten Tage                                                                      | 65    |       |
| 29. Mai | Vaughn De Leath                          | US-amerikanische Sängerin | 48    |       |
| 29. Mai | Guido Mazzoni                            | italienischer Dichter und Literaturwissenschaftler | 83    |       |
| 29. Mai | Hans Pramer                              | österreichischer Eisenbahner, Widerstandskämpfer und Opfer des NS-Regimes                                                                                            | 60    |       |
| 29. Mai | Isak Siegstad                            | grönländischer Katechet und Landesrat | 45    |       |
| 29. Mai | Hermann Hans Wetzler                     | deutscher Komponist | 72    |       |
| 30. Mai | Elisabet Boehm                           | deutsche Frauenrechtlerin, Begründerin der Landfrauenbewegung | 83    |       |
| 30. Mai | Heinrich Meyer-Egg                       | deutscher Maler der Düsseldorfer Schule | 49    |       |
| 31. Mai | Berty Albrecht                           | französische Widerstandskämpferin | 50    |       |
| 31. Mai | Henri Baaij                              | niederländischer Fußballspieler | 42    |       |
| 31. Mai | Georg von Bayern                         | Prinz von Bayern (bis 1918), katholischer Priester und Kurienprälat in Rom                                                                                           | 63    |       |
| 31. Mai | George Bullock                           | englischer Fußballspieler | 27    |       |
| 31. Mai | Joseph Cades                             | deutscher Architekt | 87    |       |
| 31. Mai | Willoughby Dickinson, 1. Baron Dickinson | britischer Politiker | 84    |       |
|         | Abraham Blum                             | polnisches NS-Opfer |       |       |
|         | Hildegard Böhme                          | deutsche Lehrerin und Provinzialfürsorgerin | 58    |       |
|         | Franz Bronold                            | deutscher Radsportler |       |       |
|         | Aleixo Corte-Real                        | osttimoresischer Widerstandskämpfer im Zweiten Weltkrieg |       |       |
|         | Lea Deutsch                              | jugoslawische Schauspielerin, Sängerin und Tänzerin | 16    |       |
|         | Gertrud Feiertag                         | deutsche Reformpädagogin | 52    |       |
|         | Zalman Friedrich                         | bundistischer Widerstandskämpfer im Warschauer Ghetto |       |       |
|         | Karl August Heynen                       | Gründer des ersten Reformhauses |       |       |
|         | Wolf Rozowski                            | Mitglied des Allgemeinen Jüdischen Arbeiterbunds („Bund“) und Kämpfer im Warschauer Ghettoaufstand                                                                   |       |       |
|         | Anton Schickel                           | deutscher Goldschmied | 44    |       |

## Juni
| Tag      | Name                         | Beruf, bekannt als | Alter | Beleg |
| -------- | ---------------------------- | --- | ----- | ----- |
| 1. Juni  | István Bárczy                | ungarischer Politiker, Mitglied des Parlaments                                                                             | 76    |       |
| 1. Juni  | Amédée Gastoué               | französischer Musikwissenschaftler und Komponist                                                                           | 70    |       |
| 1. Juni  | Leslie Howard                | britischer Bühnen- und Filmschauspieler                                                                                    | 50    |       |
| 1. Juni  | Wilfrid Israel               | Philanthrop und Geschäftsmann                                                                                              | 43    |       |
| 1. Juni  | Wilhelm Kapp                 | deutscher Theologe und Hochschullehrer                                                                                     | 77    |       |
| 1. Juni  | Hermann Koelblin             | deutscher Jurist, Verleger und Politiker                                                                                   | 69    |       |
| 1. Juni  | Federico Román               | bolivianischer General | 68    |       |
| 2. Juni  | Allan Roy Dafoe              | kanadischer Geburtshelfer                                                                                                  | 60    |       |
| 2. Juni  | Nile Kinnick                 | US-amerikanischer Footballspieler                                                                                          | 24    |       |
| 2. Juni  | John Frank Stevens           | US-amerikanischer Eisenbahningenieur und Chefingenieur beim Bau des Panamakanals                                           | 90    |       |
| 3. Juni  | Julius Abeler                | deutscher Gymnasiallehrer und Mundartschriftsteller                                                                        | 83    |       |
| 3. Juni  | William Henry Coleman        | US-amerikanischer Politiker                                                                                                | 71    |       |
| 3. Juni  | Arthur Egidi                 | deutscher Organist, Komponist und Musikpädagoge                                                                            | 83    |       |
| 3. Juni  | Nels Nelsen                  | kanadisch-norwegischer Skispringer                                                                                         | 49    |       |
| 3. Juni  | Folkert Posthuma             | niederländischer Politiker und Verbandsfunktionär                                                                          | 69    |       |
| 3. Juni  | Thekla Skorra                | deutsche Schriftstellerin                                                                                                  | 76    |       |
| 3. Juni  | Ivo Striedinger              | deutscher Archivar | 74    |       |
| 3. Juni  | Edward Burr Van Vleck        | US-amerikanischer Mathematiker                                                                                             | 79    |       |
| 4. Juni  | Frieda Brock                 | deutsche Kinderdarstellerin und Theaterschauspielerin                                                                      | 69    |       |
| 4. Juni  | Hakkie Davids                | niederländischer Pianist, Kapellmeister und Impresario                                                                     | 64    |       |
| 4. Juni  | Walter George                | britischer Mittel- und Langstreckenläufer                                                                                  | 84    |       |
| 4. Juni  | Julius Guggenheimer          | deutscher Fotograf und Kaufmann                                                                                            | 58    |       |
| 4. Juni  | Hannah Karminski             | deutsche Erzieherin und Frauenrechtlerin                                                                                   | 46    |       |
| 4. Juni  | Carl Krone                   | deutscher Zirkusdirektor                                                                                                   | 72    |       |
| 4. Juni  | Richard Lehmann              | deutscher Ingenieur und Unternehmer                                                                                        | 79    |       |
| 4. Juni  | Francesco Pianzola           | italienischer katholischer Ordensgeistlicher und Ordensgründer, Seliger                                                    | 61    |       |
| 4. Juni  | Edwin Taylor Pollock         | US-amerikanischer Marineoffizier                                                                                           | 72    |       |
| 4. Juni  | Kermit Roosevelt             | US-amerikanischer Schriftsteller, Geschäftsmann und Offizier                                                               | 53    |       |
| 4. Juni  | John Gustav Weiss            | deutscher Politiker und Historiker                                                                                         | 85    |       |
| 5. Juni  | Heinrich Backhaus            | deutscher Politiker (NSDAP), MdR                                                                                           | 54    |       |
| 5. Juni  | Eulogius Böhler              | deutscher Kirchenmaler | 82    |       |
| 5. Juni  | Max Geisberg                 | deutscher Kunsthistoriker und Museumsleiter                                                                                | 67    |       |
| 5. Juni  | Ulysses Samuel Guyer         | US-amerikanischer Politiker                                                                                                | 74    |       |
| 6. Juni  | Guido Fubini                 | italienischer Mathematiker                                                                                                 | 64    |       |
| 6. Juni  | Nakamura Fusetsu             | japanischer Maler | 76    |       |
| 6. Juni  | Frans-Albert Schartau        | schwedischer Sportschütze                                                                                                  | 65    |       |
| 7. Juni  | George P. Darrow             | US-amerikanischer Politiker                                                                                                | 84    |       |
| 7. Juni  | Peter Mühlens                | deutscher Tropenmediziner, Leiter des Bernhard-Nocht-Instituts                                                             | 69    |       |
| 8. Juni  | Marija Frumkina              | russische bzw. sowjetische Publizistin                                                                                     | 63    |       |
| 8. Juni  | Daniel Greiner               | deutscher Künstler und Politiker (SPD), Landtagsabgeordneter im Volksstaat Hessen                                          | 70    |       |
| 8. Juni  | Min Leibrook                 | US-amerikanischer Jazzmusiker                                                                                              | 40    |       |
| 8. Juni  | Mihailo Petrović             | jugoslawischer Mathematiker                                                                                                | 75    |       |
| 8. Juni  | Henry W. Prescott            | US-amerikanischer klassischer Philologe                                                                                    | 68    |       |
| 8. Juni  | Josef Tuch                   | österreichischer Bildhauer                                                                                                 | 84    |       |
| 9. Juni  | Albert Lempp                 | evangelischer Buchhändler und Verleger                                                                                     | 59    |       |
| 9. Juni  | Josef Maschat                | österreichischer Beamter und Manager                                                                                       | 68    |       |
| 9. Juni  | Theobald Scharnagl           | österreichisch-tschechischer Ordensgeistlicher, Abt des Klosters Osek                                                      | 76    |       |
| 10. Juni | Abd al-Aziz                  | Sultan der Alawiden |       |       |
| 10. Juni | Friedrich Bangert            | Landtagsabgeordneter Waldeck                                                                                               | 86    |       |
| 10. Juni | Alexander von Bernus         | deutscher Landrat | 70    |       |
| 10. Juni | Josef Německý                | tschechoslowakischer Skilangläufer und Leichtathlet                                                                        | 42    |       |
| 10. Juni | Ernst Stoiber                | österreichischer Widerstandskämpfer                                                                                        | 21    |       |
| 10. Juni | Heinrich Strakerjahn         | deutscher Pädagoge | 86    |       |
| 11. Juni | Abe Heisuke                  | japanischer Generalleutnant                                                                                                | 56    |       |
| 11. Juni | Leo Lippmann                 | Hamburger Jurist, Staatsrat der Finanzbehörde                                                                              | 62    |       |
| 11. Juni | Albert Wolfgang Schmidt      | deutscher Chemiker und Rektor der Technischen Hochschule München                                                           | 52    |       |
| 12. Juni | Eigil Kragh Christiansen     | norwegischer Regattasegler                                                                                                 | 49    |       |
| 12. Juni | Hanns Heinz Ewers            | deutscher Schriftsteller und Filmemacher                                                                                   | 71    |       |
| 12. Juni | Hans Junkermann              | deutscher Schauspieler | 71    |       |
| 12. Juni | Wilhelm Nagel                | deutscher Maler | 55    |       |
| 12. Juni | Jan Gwalbert Olszewski       | polnischer Maler des Realismus                                                                                             | 69    |       |
| 12. Juni | Max Stern                    | deutscher Maler, Zeichner und Grafiker                                                                                     | 70    |       |
| 12. Juni | Eduard Wolfskehl             | deutscher Regierungsbaumeister                                                                                             | 68    |       |
| 13. Juni | Cécile Agnel                 | französische Skirennläuferin                                                                                               | 22    |       |
| 13. Juni | Sava Kovačević               | jugoslawischer Partisan | 38    |       |
| 13. Juni | Hermann Theodor Richter      | deutscher Bildhauer | 49    |       |
| 13. Juni | August Thyssen junior        | deutscher Industrieller | 68    |       |
| 14. Juni | Fré Cohen                    | niederländische Graphikerin, Typographin, Illustratorin, Malerin, Zeichnerin, Lithographin und Holzschneiderin             | 39    |       |
| 14. Juni | Alice Carter Cook            | US-amerikanische Botanikerin und Autorin                                                                                   | 75    |       |
| 14. Juni | Richard von Kraewel          | preußischer Offizier, zuletzt General der Infanterie                                                                       | 81    |       |
| 14. Juni | Louis Napoléon Murat         | französischer Soldat und Olympiasieger                                                                                     | 70    |       |
| 14. Juni | Gabrielė Petkevičaitė-Bitė   | litauische Schriftstellerin und politische Aktivistin                                                                      | 82    |       |
| 14. Juni | Johannes Raestrup            | deutscher Reichsgerichtsrat                                                                                                | 64    |       |
| 14. Juni | Egbert Wagenborg             | niederländischer Reeder | 77    |       |
| 15. Juni | Robert Baker                 | US-amerikanischer Politiker                                                                                                | 81    |       |
| 15. Juni | Gabryś Frysztorf             | Widerstandskämpfer des Allgemeinen Jüdischen Arbeiterbunds („Bund“) im Warschauer Ghetto                                   |       |       |
| 15. Juni | Kasi Geisser                 | Schweizer Klarinettenspieler, Kapellmeister und Komponist                                                                  | 43    |       |
| 15. Juni | Vilém Goppold von Lobsdorf   | böhmisch-tschechoslowakischer Fechter                                                                                      | 74    |       |
| 15. Juni | Quintín Vargas               | chilenischer Fußballspieler                                                                                                | 37    |       |
| 15. Juni | Əzim Əzimzadə                | aserbaidschanischer Künstler und Karikaturist                                                                              | 63    |       |
| 16. Juni | Thomas R. Ball               | US-amerikanischer Politiker                                                                                                | 47    |       |
| 16. Juni | Heinrich Lippert             | deutscher Ministerialbeamter und Verbandsfunktionär                                                                        | 61    |       |
| 16. Juni | Sigrid Onégin                | deutsche Opern- und Konzertsängerin (Alt)                                                                                  | 54    |       |
| 16. Juni | Johann Teufel                | österreichischer Widerstandskämpfer gegen den Nationalsozialismus                                                          | 46    |       |
| 17. Juni | Max Dohrn                    | deutscher Chemiker | 68    |       |
| 17. Juni | Bram Eldering                | niederländischer Violinist                                                                                                 | 77    |       |
| 17. Juni | Arthur Quassowski            | preußischer Generalleutnant                                                                                                | 84    |       |
| 17. Juni | John DuCasse Schulze         | US-amerikanischer Szenenbildner beim Film                                                                                  | 67    |       |
| 18. Juni | Oskar Hey                    | deutscher Gymnasiallehrer und Klassischer Philologe                                                                        | 77    |       |
| 18. Juni | Karl Kunger                  | deutscher Arbeiter, KPD-Mitglied, Widerstandskämpfer gegen den Nationalsozialismus                                         | 42    |       |
| 18. Juni | Friedrich Schröder           | deutscher Pastor | 70    |       |
| 19. Juni | Ernst Mayer                  | deutscher Jurist und Oberlandesgerichtsrat                                                                                 | 71    |       |
| 20. Juni | Lucien Démanet               | französischer Turner | 68    |       |
| 20. Juni | Richard Hering               | deutscher Musikkritiker, Komponist, Jurist und Redakteur                                                                   | 86    |       |
| 20. Juni | Paul Oehmke                  | deutscher Tierarzt | 76    |       |
| 20. Juni | Fritz Schmidt                | deutscher Politiker (NSDAP), MdR, Generalkommissar in den Niederlanden                                                     | 39    |       |
| 20. Juni | Freddie Tomlins              | britischer Eiskunstläufer                                                                                                  | 23    |       |
| 21. Juni | Paul Alfred Biefeld          | deutscher Astronom und Physiker                                                                                            | 76    |       |
| 21. Juni | Alice Boughton               | US-amerikanische Fotografin und Malerin                                                                                    | 76    |       |
| 21. Juni | Josef Hofmann                | deutsch-böhmischer Heimatforscher und Schriftsteller                                                                       | 85    |       |
| 21. Juni | Elise Richter                | österreichische Romanistin                                                                                                 | 78    |       |
| 21. Juni | Karl Stirner                 | deutscher Maler, Illustrator und Schriftsteller                                                                            | 60    |       |
| 21. Juni | Erich Vogel                  | deutscher Widerstandskämpfer gegen den Nationalsozialismus                                                                 | 47    |       |
| 22. Juni | Joseph A. Conry              | US-amerikanischer Politiker                                                                                                | 74    |       |
| 22. Juni | Robert Heffernan             | australischer Hochspringer                                                                                                 | 25    |       |
| 22. Juni | Richard Pruchtnow            | deutscher SS-Offizier | 51    |       |
| 23. Juni | Alice Michaelis              | deutsche Malerin | 68    |       |
| 23. Juni | Benedikt Momme Nissen        | deutscher Maler und Schriftsteller                                                                                         | 73    |       |
| 24. Juni | Joseph Sweetman Ames         | US-amerikanischer Physiker, Gründungsmitglied des National Advisory Committee for Aeronautics und Universitätspräsident    | 78    |       |
| 24. Juni | Ernst Baumhard               | deutscher Tötungsarzt der Aktion T4                                                                                        | 32    |       |
| 24. Juni | Frederick H. Evans           | britischer Fotograf | 89    |       |
| 24. Juni | Ella Sophonisba Hergesheimer | US-amerikanische Illustratorin, Malerin und Grafikerin                                                                     | 70    |       |
| 24. Juni | Robert Ober                  | Schweizer Unternehmer | 58    |       |
| 24. Juni | Camille Roy                  | kanadischer frankophoner Geistlicher, Romanist und Literaturwissenschaftler                                                | 72    |       |
| 24. Juni | Otto Rühle                   | deutscher Schriftsteller und Politiker (SPD, KAPD, KPD), MdR                                                               | 68    |       |
| 24. Juni | Alice Rühle-Gerstel          | deutsche Schriftstellerin                                                                                                  | 49    |       |
| 25. Juni | Stefanie Engler              | österreichisch-deutsche Kommunistin sowie Widerstandskämpferin gegen den Nationalsozialismus und Opfer der NS-Kriegsjustiz | 32    |       |
| 25. Juni | Karl Hengerer                | deutscher Architekt | 80    |       |
| 25. Juni | Karl Motesiczky              | österreichischer Psychoanalytiker und aktiver Gegner des Nationalsozialismus                                               | 39    |       |
| 25. Juni | Ruth Oesterreich             | deutsche Kommunistin, Widerstandskämpferin                                                                                 | 49    |       |
| 25. Juni | John Calhoun Phillips        | US-amerikanischer Politiker                                                                                                | 72    |       |
| 25. Juni | James Brown Scott            | amerikanischer Jurist, Mitbegründer der Amerikanischen Gesellschaft für internationales Recht                              | 77    |       |
| 25. Juni | Andreas Thom                 | österreichischer Schriftsteller                                                                                            | 59    |       |
| 26. Juni | Bruno von Boehmer            | deutscher Ingenieur und Baubeamter                                                                                         | 77    |       |
| 26. Juni | Ruby Elzy                    | US-amerikanische Sängerin                                                                                                  | 35    |       |
| 26. Juni | Karl Landsteiner             | österreichischer Pathologe, Serologe und Nobelpreisträger                                                                  | 75    |       |
| 26. Juni | M. M. Mangasarian            | armenisch-US-amerikanischer Philosoph                                                                                      | 83    |       |
| 26. Juni | Georg Mentz                  | deutscher Historiker | 73    |       |
| 26. Juni | Nicholas J. Spykman          | niederländisch-amerikanischer Geostratege                                                                                  | 49    |       |
| 26. Juni | Georg Stössel                | deutscher Geigenbauer | 76    |       |
| 26. Juni | Imrich Winter                | Gründer des Balneologischen Museums Piešťany                                                                               | 64    |       |
| 27. Juni | Jonathan M. Davis            | US-amerikanischer Politiker                                                                                                | 72    |       |
| 27. Juni | Aziz Domet                   | palästinensischer Lehrer, Dramatiker, Schriftsteller und Dichter                                                           | 53    |       |
| 27. Juni | Karl Ipsberg                 | estnischer Bauingenieur und Politiker, Mitglied des Riigikogu                                                              | 73    |       |
| 27. Juni | Eduard O’Rourke              | katholischer Bischof von Riga und Danzig                                                                                   | 66    |       |
| 28. Juni | Bernhard Füller              | deutscher Fußballspieler                                                                                                   | 21    |       |
| 28. Juni | Philipp Heck                 | deutscher Jurist | 84    |       |
| 28. Juni | Bernhard Heilig              | deutsch-tschechischer Ökonom und Historiker                                                                                | 40    |       |
| 28. Juni | Gennaro Napoli               | italienischer Komponist und Musikpädagoge                                                                                  | 62    |       |
| 28. Juni | Carl Richter                 | österreichischer Theaterleiter                                                                                             | 72    |       |
| 28. Juni | Philipp Rypinski             | russisch-deutscher Komponist und Kapellmeister                                                                             | 59    |       |
| 28. Juni | Frida Strindberg             | österreichische Schriftstellerin                                                                                           | 71    |       |
| 28. Juni | Ladislav Vácha               | tschechischer Turner | 44    |       |
| 29. Juni | Joseph Hansen                | deutscher Archivar und Historiker                                                                                          | 80    |       |
| 29. Juni | Stephan Mattar               | deutscher Architekt | 68    |       |
| 29. Juni | Johannes Mölders             | deutscher römisch-katholischer Geistlicher und Kirchenmusiker                                                              | 61    |       |
| 29. Juni | Walter Nagel                 | deutscher Politiker (NSDAP), MdR                                                                                           | 42    |       |
| 29. Juni | Daisy von Pless              | Fürstin und High Society Lady                                                                                              | 70    |       |
| 30. Juni | William Oscar Mulkey         | US-amerikanischer Rechtsanwalt und Politiker                                                                               | 71    |       |
| 30. Juni | Donald Unger                 | Schweizer Eishockeyspieler                                                                                                 | 49    |       |
| 30. Juni | Albert Voigts                | deutscher Widerstandskämpfer                                                                                               | 39    |       |
| 30. Juni | Carlo Wieth                  | dänischer Schauspieler bei Bühne und Film                                                                                  | 57    |       |
|          | Arthur Goldstein             | kommunistischer Journalist und Politiker                                                                                   | 56    |       |
|          | Franz Xaver Hasenöhrl        | deutscher Polizeipräsident und SA-Führer                                                                                   | 51    |       |
|          | Karl Huszár-Puffy            | ungarischer Schauspieler                                                                                                   | 58    |       |